# Muhammad ibn Tughj al-Ikhshid
Muhammad ibn Tughj al-Ikhshid, död 946, var en emir av Ikschididernas dynasti.
Han var emir i Egypten 935-946. 